# 聖山高原県立公園
聖山高原県立公園（ひじりやまこうげんけんりつこうえん）は、長野県北部と中部の間に位置する県立自然公園。面積2150ha。1965年（昭和40年）7月8日指定。 

## 概要
長野県の中北信地方の中央に位置し、長野市、千曲市、麻績村、生坂村、筑北村の2市3村に広がる。主に玄武岩ないし塩基性安山岩で構成される火山性高地であり、区域内には聖山、聖湖、大池、冠着山（姨捨山）、山清路、差切峡などを含む。
千曲川と犀川に挟まれた地域で、山は東から八頭山（1,204m）、冠着山（1,252m）、三峯山（1,131m）、聖山（1,447m）などがある。聖湖は火山性堰止湖ないし火山性湿原で、シラカバやカラマツの森に囲まれており、トレッキングや釣りでも親しまれている。
なお、公園計画書の規制計画では「公園区域全域を普通地域とする。」としており普通地域のみで構成される（特別地域の指定はなく土地所有別面積も0haとなっている）。

## 地理
- 聖山
- 冠着山（姨捨山）
- 三峰山
- 八頭山
- 聖高原
- 聖山高原
- 千曲高原
- 聖湖
- すずらん湖
- 中牧湖
- 聖峠
- 三和峠
- 猿ヶ馬場峠
- 一本松峠
- 四十八曲峠

## 関連市町村
- 長野市（旧大岡村）
- 千曲市（旧更埴市、旧戸倉町、旧上山田町）
- 東筑摩郡
  - 麻績村
  - 生坂村
  - 筑北村（旧坂井村）

## 名称
地図などにより「聖山高原県立自然公園」と「自然」を付加して表記されている場合もある為、正式名称として取り扱う場合は注意が必要である。
- 旧条例から存在している御岳県立公園や三峰川水系県立公園の名称に合わせる形で、長野県告示第297号[2]により「聖山高原県立公園」として指定されたと思われる。